# Тоньини, Франко
Франко Тоньини (28 октября 1907 года, Монца, Монца и Брианца, Ломбардия, Италия — 27 апреля 1980 года, Монца, Монца и Брианца, Ломбардия, Италия) — итальянский гимнаст и тренер. Завоевал золотую медаль на летних Олимпийских играх 1932 в командных соревнованиях по спортивной гимнастике.

## Биография и карьера
Принимал участие в соревнованиях по спортивной гимнастике на двух летних Олимпийских играх 1932 и 1936 годов.
На Олимпиаде 1932 года завоевал золото в командных соревнованиях (Ромео Нери, Марио Лертора, Савино Гульельметти, Оресте Капуццо, Франко Тоньини), в индивидуальном зачете был 12 — м, шестым — в соревнованиях на кольцах и одиннадцатым — в вольных упражнениях. На Олимпийских играх в Берлине в 1936 году остался без медалей, имея лучшим результатом 26-е место в опорных прыжках. Итальянская команда (Савино Гульельметти, Оресте Капуццо, Эгидио Армеллони, Данило Фиораванти, Франко Тоньини, Николо Трончи, Отелло Тернелли, Ромео Нери) на тех Олимпийских играх заняла пятое место в командном зачете.
На летних Олимпийских играх 1948 был тренером сборной Италии
.

## Награды
- Золотая медаль итальянского национального олимпийского комитета (CONI) на спортивную доблесть (1965)
- Золотая звезда за спортивные заслуги (1984)